# Скворцов, Константин Иванович
Константин Иванович Скворцов (1821—1876) — русский историк церкви, писатель, заслуженный профессор патрологии Киевской духовной академии, доктор богословия, действительный статский советник.

## Биография
Родился 18 (30) мая 1821 года в Киеве, сын протоиерея Ивана Скворцова. Будучи сыном профессора Киевской духовной академии, пользовался привилегиями для подготовки для будущей деятельности. Получил образование в Киевском училище и Киевской духовной семинарии.
В 1841 году поступил в Киевскую духовную академию, которую окончил в 1845 году, став одним из первых студентов. Затем был бакалавром немецкого языка и преподавателем этого языка в академии в течение 12 лет; с 1857 года — бакалавром патрологии в течение 19 лет, вплоть до самой своей смерти.
По предмету патрологии он написал многочисленные статьи, особенно последние десятилетия, переводил сочинения отца, делая из них отдельные книги, оставлял заметки в печатных изданиях.
В 1862 году стал библиотекарем и экстраординарным профессором академии, в 1866 году — ординарным профессором; в 1869 году был избран членом совета в богословской академии и оставался им до своей смерти. В марте 1871 года получил чин действительного статского советника. Был награждён орденами Св. Владимира 3-й степени (1875) и Св. Анны 2-й степени (1868), удостаивался благословения от Святейшего синода.

## Избранная библиография
- «Блаженный Августин, как психолог» (1870, № 4—9)
- «О послании Св. Поликарпа Смирнского» (1872, № 6)
- «О послании Св. Игнатия Богослова» (1872, № 7)
- «Когда написана книга Пастырь?» (1872, № 10)
- «Когда написано послание Варнавы?» (1873, № 8)
- «О послании к Диогену» (1873, № 10)
- «Философия отцов и учителей церкви. Период апологетов» (Киев: тип. Киевского губ. упр., 1868. — [2], XVI, 365 с.)
- «Период древних апологетов христианства» (1868)
- «Августин Иппонийский как психолог» (Киев: тип. Губ. правл., 1870. —— 247 с.)
- «Об авторе сочинений, известных с именем Св. Дионисия Ареопагита» (1874)
- «Patrologische Untersuchungen. Über Ursprung des problematischen apostolischen Vater» (Leipzig, 1875)
- «Жизнь Иисуса Христа по евангелиям и народным преданиям» (Киев: тип. С.В. Кульженко, 1876. — [2], IV, II, 334 с.)